# موافقت‌نامه هسته‌ای غیرنظامی هند–آمریکا

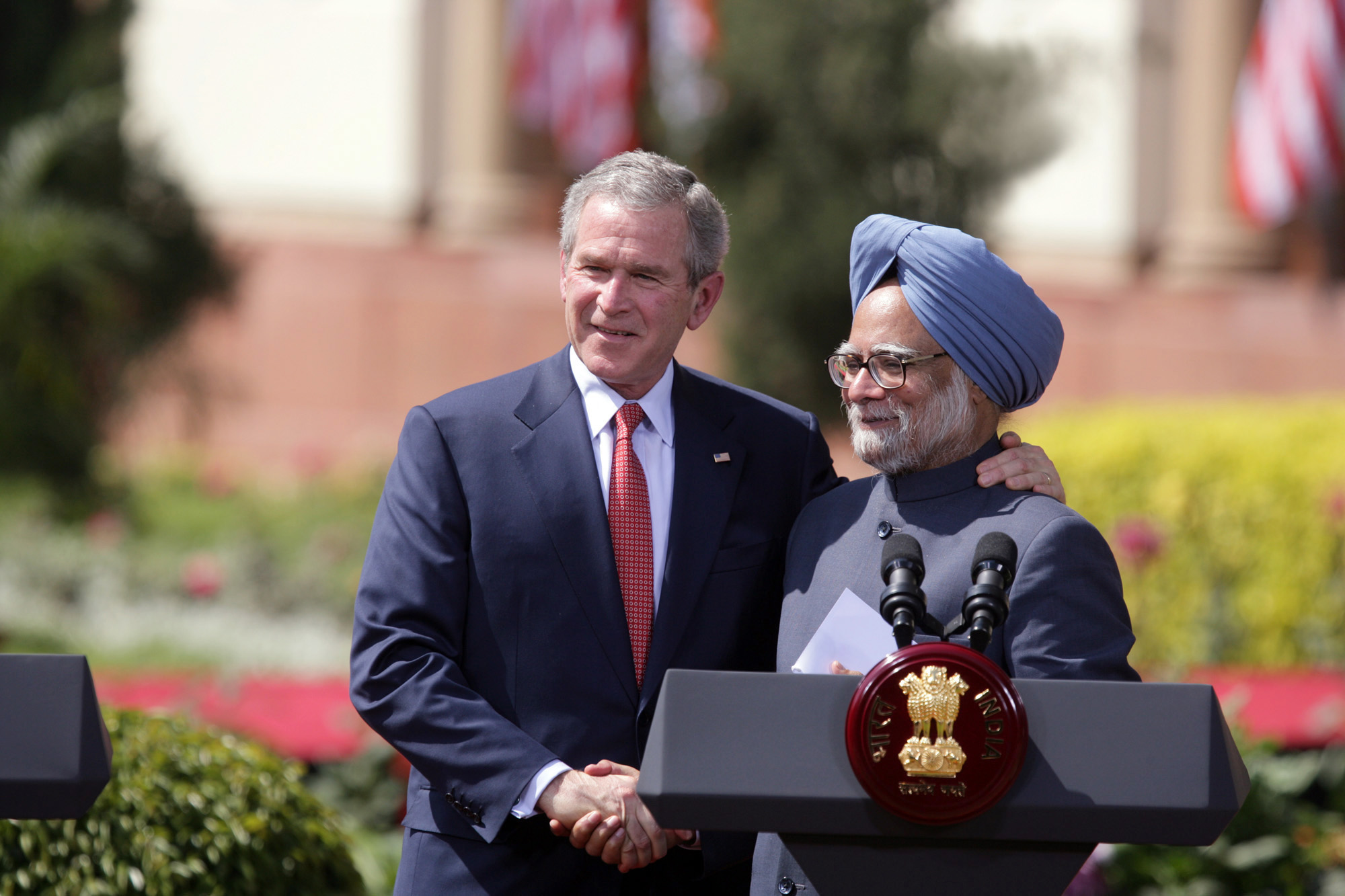
جرج بوش رئیس جمهور آمریکا و مانموهان سینگ نخست وزیر هند در هنگام امضای موافقت نامه

موافقت نامه هسته‌ای غیرنظامی هند-آمریکا که به نام معامله هسته‌ای هم شناخته می‌شود توافقی دوجانبه بین ایالات متحده آمریکا و هند می‌باشد که تحت این قرارداد آمریکا امکان دستیابی هند به فناوری هسته‌ای غیرنظامی وسوخت هسته‌ای در ازای بازرسی آژانس بین‌المللی انرژی اتمی از نیروگاه‌های هسته‌ای هند را فراهم می‌کند.
بنا بر نظر شرکت انرژی اتمی هند بااجرایی شدن این توافقنامه، هند می‌تواند در سال ۲۰۲۰ میلادی به تولید ۲۵٬۰۰۰ مگاواتی برق از طریق انرژی اتمی دست یابد.
پس از امضای موافقت نامه در تاریخ ۲۷ ژوئن ۲۰۰۷، گروه‌های چپ گرای مخالف حزب حاکم هند (میثاق اتحاد برای ترقی) به شدت به مخالفت با این توافقنامه پرداختند. این گروه‌ها توافقنامه را در جهت تخریب استقلال سیاست خارجی هند دانستند و حزب حاکم را متهم می‌کنند که بندهایی از این توافقنامه را که به بومی‌سازی برنامه هسته‌ای هند آسیب می‌زند را از رسانه‌ها مخفی کرده‌است. در ۹ ژوئن ۲۰۰۸ با خارج شدن جبهه چپ گرای از دولت تعداد نمایندگان حامی دولت در مجلس لوک سابای هند به ۲۷۶ نفر(کمتر از حدنساب مورد نیاز برای تشکیل دولت) رسید. ولی دولت در تاریخ ۲۲ ژوئن با ۲۷۵ رأی موافق در مقابل ۲۶۵ رأی مخالف نمایندگان مجلس توانست رای اعتماد مجلس را به دست آورد.

## پس زمینه
امضاءکنندگان معاهده منع گسترش سلاح‌های هسته‌ای (ان پی تی) امکان تبادل فناوری هسته‌ای غیرنظامی با یکدیگر و تأمین سوخت هسته‌ای به وسیله گروه تأمین هسته‌ای را در ازای نظارت آژانس بین‌المللی انرژی اتمی بر فعالیت‌های هسته‌ای آنان به دست می‌آورند. کشورهای پاکستان، اسرائیل و هند این معاهده را امضاء نکرده‌اند. دلیل این گروه از کشورها این موضوع می‌باشد که معاهده به صورت تبعیض‌آمیزی کشورهای جهان را به دو گروه «دارای سلاح هسته ای» و «بدون سلاح هسته ای» تقسیم می‌کند زیرا معاهده تنها به کشورهایی که پیش از سال ۱۹۶۷ آزمایش هسته‌ای انجام دادند اجازه حفظ امکانات هسته‌ای خود را داده‌است.
پس از گسترش زرادخانه هسته‌ای چین، در سال ۱۹۷۴ هند نخستین آزمایش بمب هسته‌ای خود را انجام داد. این آزمایش «انفجار هسته‌ای صلح‌آمیز» نام‌گذاری شد زیرا دولت هند اگر چه این آزمایش را نظامی دانست ولی تنها هدف آن را بازداری از حمله کشورهای دیگر دانست. هند در مه ۱۹۹۸ ۵ آزمایش بمب اتمی دیگر انجام داد.

### عوامل امضای توافقنامه
افزایش تقاضای برای مصرف انرژی به علت رشد اقتصادی بالا در کشورهای هند و چین باعث ایجاد تردیدهایی نسبت به تأثیر آن بر کمبود جهانی انرژی شده‌است. هند همچنان براین موضوع پافشاری می‌کند که باید قبل از امضای (ان پی تی) این کشور به عنوان یک قدرت هسته‌ای به رسمیت شناخته شود. در این توافقنامه هسته‌ای به صورت غیررسمی هند به عنوان یک قدرت هسته‌ای در نظر گرفته شده‌است. دولت جرج بوش بر این موضوع تأکید می‌کند که تغییر مصرف انرژی در هند از مصرف سوخت‌های فسیلی به سوخت هسته‌ای باعث اطمینان از تأمین سوخت فسیلی برای آمریکا می‌شود. همچنین دولت آمریکا این موضوع را مطرح کرده‌است که حمایت از هند به عنوان یک قدرت هسته‌ای با دمکراسی پایدار بر کشورهایی همچون پاکستان ارجحیت دارد. هدف دیگر دولت آمریکا از این توافقنامه به دست آوردن سهمی در بازار ۱۵۰ میلیارد دلاری انرژی اتمی در دردهه آینده هند با توجه به رشد بالای اقتصادی این کشور می‌باشد. تولید برق از انرژی اتمی در هند از میزان ۴٬۰۰۰ مگاوات برق به ۲۰٬۰۰۰ مگاوات در سال ۲۰۲۰ خواهد رسید.
محمد البرادعی طی اظهاراتی دربارهٔ این توافقنامه اعلام کرد که این قرارداد ممکن است منجر به ورود هند به رژیم منع گسترش سلاح‌های هسته‌ای شود.
در حالیکه هند با دارابودن بیش از ۲۵٪ از ذخایر توریم جهان از این لحاظ خود کفا می‌باشد ولی در صد ناچیزی(۱٪) از ذخایر اورانیوم جهان را داراست در نتیجه دولت هند با این توافقنامه می‌تواند مواد مورد نیاز خود را به وسیله آمریکا بدست آورد.
امضاءکنندگان معاهده منع گسترش سلاح‌های هسته‌ای (ان پی تی) امکان تبادل فناوری هسته‌ای غیرنظامی با یکدیگر و تأمین سوخت هسته‌ای به وسیله گروه تأمین هسته‌ای را در ازای نظارت آژانس بین‌المللی انرژی اتمی بر فعالیت‌های هسته‌ای آنان به دست می‌آورند. کشورهای پاکستان، اسرائیل و هند این معاهده را امضاء نکرده‌اند. دلیل این گروه از کشورها این موضوع می‌باشد که معاهده به صورت تبعیض‌آمیزی کشورهای جهان را به دو گروه «دارای سلاح هسته ای» و «بدون سلاح هسته ای» تقسیم می‌کند زیرا معاهده تنها به کشورهایی که پیش از سال ۱۹۶۷ آزمایش هسته‌ای انجام دادند اجازه حفظ امکانات هسته‌ای خود را داده‌است.
پس از گسترش زرادخانه هسته‌ای چین، در سال ۱۹۷۴ هند نخستین آزمایش بمب هسته‌ای خود را انجام داد. این آزمایش «انفجار هسته‌ای صلح‌آمیز» نام‌گذاری شد زیرا دولت هند اگر چه این آزمایش را نظامی دانست ولی تنها هدف آن را بازداری از حمله کشورهای دیگر دانست. هند در مه ۱۹۹۸ ۵ آزمایش بمب اتمی دیگر انجام داد.
افزایش تقاضای برای مصرف انرژی به علت رشد اقتصادی بالا در کشورهای هند و چین باعث ایجاد تردیدهایی نسبت به تأثیر آن بر کمبود جهانی انرژی شده‌است. هند همچنان براین موضوع پافشاری می‌کند که باید قبل از امضای (ان پی تی) این کشور به عنوان یک قدرت هسته‌ای به رسمیت شناخته شود. در این توافقنامه هسته‌ای به صورت غیررسمی هند به عنوان یک قدرت هسته‌ای در نظر گرفته شده‌است. دولت جرج بوش بر این موضوع تأکید می‌کند که تغییر مصرف انرژی در هند از مصرف سوخت‌های فسیلی به سوخت هسته‌ای باعث اطمینان از تأمین سوخت فسیلی برای آمریکا می‌شود. همچنین دولت آمریکا این موضوع را مطرح کرده‌است که حمایت از هند به عنوان یک قدرت هسته‌ای با دمکراسی پایدار بر کشورهایی همچون پاکستان ارجحیت دارد. هدف دیگر دلت آمریکا از این توافقنامه به دست آوردن سهمی در بازار ۱۵۰ میلیارد دلاری انرژی اتمی در دردهه آینده هند با توجه به رشد بالای اقتصادی این کشور می‌باشد. تولید برق از انرژی اتمی در هند از میزان ۴٬۰۰۰ مگاوات برق به ۲۰٬۰۰۰ مگاوات در سال ۲۰۲۰ خواهد رسید.
محمد البرادعی طی اظهاراتی دربارهٔ این توافقنامه اعلام کرد که این قرارداد ممکن است منجر به ورود هند به رژیم منع گسترش سلاح‌های هسته‌ای شود.
در حالیکه هند با دارابودن بیش از ۲۵٪ از ذخایر توریم جهان از این لحاظ خود کفا می‌باشد ولی در صد ناچیزی(۱٪) از ذخایر اورانیوم جهان را داراست در نتیجه دولت هند با این توافقنامه می‌تواند مواد مورد نیاز خود را به وسیله آمریکا بدست آورد.

## موافقت نامه
در ۲ مارس ۲۰۰۶ جرج بوش و مانموهان سینگ مواقت نامه غیرنظامی هسته‌ای را در دهلی نو امضاء کردند پیش زمینه این موافقت نامه در اجلاس مشترک دو کشور در واشینگتن در سال ۲۰۰۵ ایجاد شد.
کاخ سفید این توافقنامه را یک پیروزی بزرگ برای ابتکار عمل در سیاست خارجی دولت جرج بوش محسوب کرد. در ۳ آگوست ۲۰۰۷ متن کامل این توافق‌نامه منتشر شد.